# André Beaudin
André Beaudin (Mennecy, 3 febbraio 1895 – Neuilly-sur-Seine, 6 giugno 1979) è stato un pittore e scultore francese appartenente alla Scuola di Parigi.
Dopo aver frequentato la Scuola d'arti decorative parigina dal 1911 al 1915, partì per il fronte. Dopo la guerra, decise che avrebbe fatto solo il pittore e con l'aiuto degli amici Max Jacob e Juan Gris, sviluppò un proprio stile superando il Cubismo verso una purezza ed eleganza di ritmi, con la rivalutazione della luce, l'abbassamento di tono dei colori che si fanno quasi trasparenti e la ricerca di forme che l'avevano colpito durante un viaggio in Italia (soprattutto Cimabue, i pittori "primitivi" con le loro figure su fondo oro dal XIII al XV secolo e le vetrate della Basilica di San Marco), con il passare degli anni sempre più elementari e sicure.
Nel 1919 sposò la pittrice Suzanne Roger, nel 1923 fece la prima mostra personale, nel 1962 ricevette il Premio Nazionale delle Arti.

## Illustrazioni
- Virgilio, Les Bucoliques, Skira, Genève, 1936.
- Paul Éluard, Double d'Ombre, Gallimard, Paris, 1945.
- Georges Hugnet, Oiseaux, ne copiez personne, Georges Hugnet éditeur, Paris, 1946.
- André Frénaud, Les Paysans, Jean Aubier éditeur, Paris, 1950.
- Francis Ponge, L'Araignée, Jean Aubier éditeur, Paris, 1952.
- Georges Limbour, Le Calligraphe, Galerie Louise Leiris éditeur, Paris, 1959.
- Gérard de Nerval, Sylvie, Verve, Tériade éditeur, Paris, 1960.
- Regards sur Paris, testi di dieci accademici Goncourt (cinque litografie, di cui tre su testi di Raymond Queneau), Sauret éditeur, Paris, 1962.
- Marcel Béalu, La nuit nous garde, Vodaine éditeur, Paris, 1968.

## Mostre
- Le peintre du silence, Rétrospective du 29/06/2007 au 15/10/2007, Donation Maurice Jardot, Belfort.